# Municipio de Sands
El municipio de Sands (en inglés: Sands Township) es un municipio ubicado en el condado de Marquette en el estado estadounidense de Míchigan. En el año 2010 tenía una población de 2285 habitantes y una densidad poblacional de 13,22 personas por km².

## Geografía
El municipio de Sands se encuentra ubicado en las coordenadas 46°25′27″N 87°26′22″O / 46.42417, -87.43944. Según la Oficina del Censo de los Estados Unidos, el municipio tiene una superficie total de 172.9 km², de la cual 171,98 km² corresponden a tierra firme y (0,53 %) 0,92 km² es agua.

## Demografía
Según el censo de 2010, había 2285 personas residiendo en el municipio de Sands. La densidad de población era de 13,22 hab./km². De los 2285 habitantes, el municipio de Sands estaba compuesto por el 94,84 % blancos, el 0,53 % eran afroamericanos, el 2,93 % eran amerindios, el 0,35 % eran asiáticos y el 1,36 % eran de una mezcla de razas. Del total de la población el 1,4 % eran hispanos o latinos de cualquier raza.